# 暴力摩托
《暴力摩托》是竞速打斗游戏，由艺电开发并于1991年在北美Mega Drive平台发行。游戏后移植到多个平台，并推出了五款续作。

## 玩法
游戏基本玩法类似于世嘉的《世嘉摩托车大赛》（1985年）和Tatsumi的《摩托车战士》。在游戏中，玩家扮演摩托车手参加非法公路赛，在各赛道中取得好成绩晋级下一级。玩家晋级后，对手的车速和打斗能力会提升，赛道也变得更长更危险。玩家到达终点后，会依排位获得一定金钱，获得钱数会随赛道升级而增加。玩家可用钱购买高级赛车或配件，提升自己的竞争力。如果玩家摩托车损坏或被警察拘留，就要支付一定修理费或罚金，玩家无钱支付修理费或罚金时，游戏即告结束。
玩家可手拿各种武器或直接拳打脚踢，在赛道上和其他骑手打斗。玩家可以在合适的时机，从其他角色手中夺取武器。骑手攻击成功时，会让对手的体力下降，对方体力下降到一定程度时会从车上跌落，摩托车本身也会受损；玩家撞到汽车或其他障碍物时，也有类似效果。玩家除骑手外，还要应对骑摩托的警察。玩家被警察打下车或抓到后，就会被逮捕，本赛道比赛结束。

## 开发
设计师兰迪·布里恩解释称，“我们一开始就明白 ，我们想要的《暴力摩托》是娱乐游戏，而非纯粹的驾驶模拟器。我玩摩托很长时间了，我们很快实现了摩托带给我们的诸多技术优势。比如，我们屏上的摩托车比汽车还多，摩托骑手比轿车司机更显眼，以此更好的表现他们”。布里恩表示，世界摩托车锦标赛的骑手有时会互相踢打，游戏的打斗元素即借鉴于此。
游戏后在Mega-CD、3DO、PlayStation、世嘉土星和Microsoft Windows等CD媒介平台上推出了更新版本。更新版本有若干变化，如玩家可选游戏角色（不同角色初始的金钱和车辆不同，有些角色甚至自带武器），充实了声誉和闲谈系统，甚至加入了全动态影像推动剧情。更新版沿用了全部加利福尼亚州地点：城区、半岛、太平洋海岸公路、内华达山脉和纳帕山谷。据宣布，THQ原定于1996年推出超级任天堂版《暴力摩托》，但计划最终取消。
世嘉CD、Windows、世嘉土星、PlayStation和3DO版游戏原声碟收录了14首曲目，这些曲目由A&M Records旗下艺术家Soundgarden、Paw、Hammerbox、Therapy?、Monster Magnet和Swervedriver所作。游戏在发行前数月，就获得了3DO公司的1994年度原声奖。世嘉CD是唯一在游玩时使用艺术家原声配乐的版本。3DO、Windows、PlayStation和世嘉土星移植版竞速时皆使用普通合成音乐，仅在菜单和启动界面使用艺术家原声。

## 评价
《MegaTech》杂志称“大量比赛、大量摩托和足够的惊险刺激，让游戏成为Mega Drive上的最佳竞速游戏”。《电脑与电子游戏》称赞游戏就像“摩托上的清版动作游戏”，是“能是拳头和棍棒的《超级摩托车大赛》”。《Mean Machines》给Mega Drive版游戏极好的评价，称赞了游戏的音乐、画面和玩法，并最后打出91%分。游戏在《Mega》的史上最佳Mega Drive游戏榜单中位列第八。在2001年《Game Informer》杂志第100期的史上最佳游戏榜单中，游戏位列第88，杂志称赞其将诸多暴力元素融入在摩托游戏中。
Amiga版《暴力摩托》获得中上评价，《Amiga Format》和《CU Amiga》为游戏打出84%和81%，不过Amiga Power为游戏打出70/100的低分。在《电子游戏月刊》1994年电子游戏奖中，游戏获得最佳驾驶游戏、最佳CD媒介游戏音乐、1994年最佳3DO游戏等多项奖项。Windows版发售当年亦为畅销游戏。
GamePro的贝肯评测3DO游戏时，为画面、声音、操作和娱乐性四项指标都打出满分，他指出了游戏的改进指出，如加入了五首新曲目、六车道公路、分岔路、数字化背景、幽默的过场动画和新的摇滚原声。他总结称“这款更吸引人的《暴力摩托》会让资深飙车手和新赛手都叹为观止”。《Digital Press》为3DO版打出10分满分。《电子游戏月刊》两位体育类测评者为3DO版打出83%和85%，称游戏画面更好、可玩性更高、“游戏时音乐很酷”，是Mega Drive版的巨大进步。不过其中一人称游戏最后变得单调。《世嘉土星杂志》的山姆·西克曼在评论土星版时称，一年前发行的3DO版现在依旧是游戏最佳版本。贝肯对Mega-CD版的评价总体正面，称其虽然较3DO版退步不少，但和其他Mega Drive/Mega-CD竞速游戏相比依然出色。《次世代》的一名评论者也指出Mega-CD版明显退步，但因为Mega-CD的机能不如3DO，大部分缩水情有可原。他总结道，游戏还算不错，但低于当时暴力摩托系列玩家的期望。
PlayStation版游戏未获前作那般的好评。《电子游戏月刊》、《次世代》和《Maximum》的评论者都指出，游戏为在3DO版移植版，仅小幅强化画面和音效而未修改游戏性，随着新竞速游戏的推出，四年前首发的《暴力摩托》已经过时落伍了。但GamePro的艾尔·亨德里克斯强烈推荐PlayStation版本，他认为游戏依然刺激，不过和之前版本相比，该版本的操作显得蹩脚。
艾尔·亨德里克斯和山姆·西克曼在测评土星版时都指出，尽管游戏本身很有趣，但没有新内容且技术受到限制，让游戏显得落伍。